# Henclová
Henclová – wieś (obec) na Słowacji położona w kraju koszyckim, w powiecie Gelnica. Pierwsze wzmianki o miejscowości pochodzą z roku 1548. 
Według danych z dnia 31 grudnia 2012, wieś zamieszkiwało 101 osób, w tym 57 kobiet i 44 mężczyzn.
W 2001 roku pod względem narodowości i przynależności etnicznej 99,2% mieszkańców stanowili Słowacy.
Ze względu na wyznawaną religię struktura mieszkańców kształtowała się w 2001 roku następująco:
- Katolicy rzymscy – 96,8%
- Ateiści – 0,8%
- Nie podano – 0,8%